# 全日本実業団ボクシング選手権大会
全日本実業団ボクシング選手権大会（ぜんにほんじつぎょうだんボクシングせんしゅけんたいかい）は、全日本実業団ボクシング連盟と日本ボクシング連盟（JABF）が主催する社会人ボクシングの大会である。毎年5月3日〜5日に開催される。

## 概要
実業団連盟に加盟する企業あるいはジムに所属する選手に出場資格が与えられる。当初はJABF未公認大会であった。当初は文字通り企業のみであったが、企業チーム減少のためクラブチームにも門戸を開放した格好になった。社会人選手権とは異なりジム名義での参加が可能で（全日本社会人などJABF主催大会の多くは勤務先や地域連盟等の名義）、学生は出場資格がない。地区予選などは特になく、申し込みの上で認められれば出場が可能である。そのため、出場者多数ゆえA・B・Cなどに分割して行う階級が出ることもある（この場合当該階級の優勝者は２～３名となってしまう）。
2010年からはJABF全国大会として初めて女子も同会場で開催。
2000年から（3月11日東日本大震災の影響で結果的に中止になった）2011年までは姫路みなとドームを会場としていたが、2012年は大分県立大分鶴崎高等学校に会場を移す。2013年から3年連続で開催されていない。

## 歴代MVP
| 回 | 年   | MVP受賞者 | 所属             | 階級           | 備考                 |
| -- | ---- | --------- | ---------------- | -------------- | -------------------- |
| 21 | 1999 | 野村勝也  | 八島工業株式会社 | バンタム級     |                      |
| 22 | 2000 | 本庄友博  | 東洋実業         | Ｌミドル級     |                      |
| 23 | 2001 | 寺下康志  | ＮＫＫ福山製鉄所 | Ｌフライ級     |                      |
| 24 | 2002 | 谷口龍二  | トヨタ自動車     | フェザー級     |                      |
| 25 | 2003 | 亀田興毅  | グリーン         | フライ級       |                      |
| 26 | 2004 | 谷口龍二  | トヨタ自動車     | フェザー級     |                      |
| 27 | 2005 | 谷口龍二  | トヨタ自動車     | フェザー級     |                      |
| 28 | 2006 | 長尾儀弘  | シュガーナックル | フェザー級     |                      |
| 29 | 2007 | 長尾儀弘  | シュガーナックル | ライト級       |                      |
| 30 | 2008 | 今関俊介  | 884              | フライ級       |                      |
| 31 | 2009 | 住吉邦仁  | 門司フィットネス | Ｌウェルター級 |                      |
| 32 | 2010 | 斎藤大    | 野宮             | フライ級       | この回より女子も開催 |
| 33 | 2011 |           |                  |                |                      |
| 34 | 2012 |           |                  |                | 大分に会場移転       |

## 実業団選手権出身の主なプロボクサー
- 利幸トーレス（2002年ライトフライ級優勝）
- 亀田興毅（2002年・2003年フライ級優勝）
- 健文トーレス（2003年バンタム級優勝）
- 荒川仁人（2003年ライトウェルター級優勝）
- 亀田大毅（2004年バンタム級優勝）
- アクセル住吉（2007年フェザー級・2008年ライトウェルター級優勝）